# Marie Guillard
Marie Guillard (nacida el 20 de junio de 1972 en Neuilly-sur-Seine, Francia) es una actriz francesa.

## Biografía
Participó en una serie de TF1, Untamed en la que interpreta el papel de Leah. Después participó junto con Jean Reno con el papel de Philippine Miramonte en la película Los Visitantes 2, desde ahí participó en más películas, Como Una Bestia de Sagamore Stévenin, Mental de Samuel Le Bihan y Chrysalis de Dupontel, también tiene el papel de Clodette en Podium.
En 2004, regresó a la televisión en la nueva serie de detectives Franck Keller, junto con Claude Brasseur.

## Filmografía[1][2]
- 1992: Una Comedia De Verano de René Féret: Magali
- 1993: Jacques El Fatalista de Antoine Douchet: Agathe
- 1994: D-Day (cortometraje) por Denis Malleval
- 1994: Nueve Meses de Patrick Braoudé: Lena
- 1994: Mi Amigo Max de Michel Brault: Catalina
- 1994: En La Locura de Diane Kurys: Betty
- 1996: Los Mentirosos de Elie Chouraqui: Anna
- 1996: Delphine 1, Yvan 0 de Dominique Farrugia: Bernadette
- 1997: Los de Luís Galvão Teles: Ines
- 1997: El Quinto Elemento de Luc Besson: Asistente en el Burger
- 1998: Los Visitantes 2 de Jean-Marie Poiré : Philippine de Miramonte
- 1998: Como Una Bestia de Patrick Schulmann: Rosa
- 1998: El Clon de Fabio Conversi: Marie
- 1999: Un Momento De Puro Rock'n'Roll de Manuel Boursinhac: Nadine
- 1999: Uno Para Todos de Claude Lelouch: La prostituta
- 2000: Por Ahí ... Mi País de Alexandre Arcady: Alexandra
- 2002: Mental de Manuel Boursinhac: Lise
- 2002: Aram de Robert Kechichian: La prostituta
- 2004: Podium de Yann Moix: Vanessa
- 2004: Narco de Gilles Lellouche y Tristán Aurouet
- 2005: Edy de Stéphan Guérin-Tillié: El conjunto de candidatos
- 2007: Contra-Encuesta de Franck Mancuso: Mathilde Josse
- 2007: Chrysalis[3] de Julien Leclercq: Marie Becker
- 2010: Crimen De Amor de Alain Corneau: Claudine
- 2011: El Asalto de Julien Leclercq: Claire
- 2013: Malavita de Luc Besson

## Premios

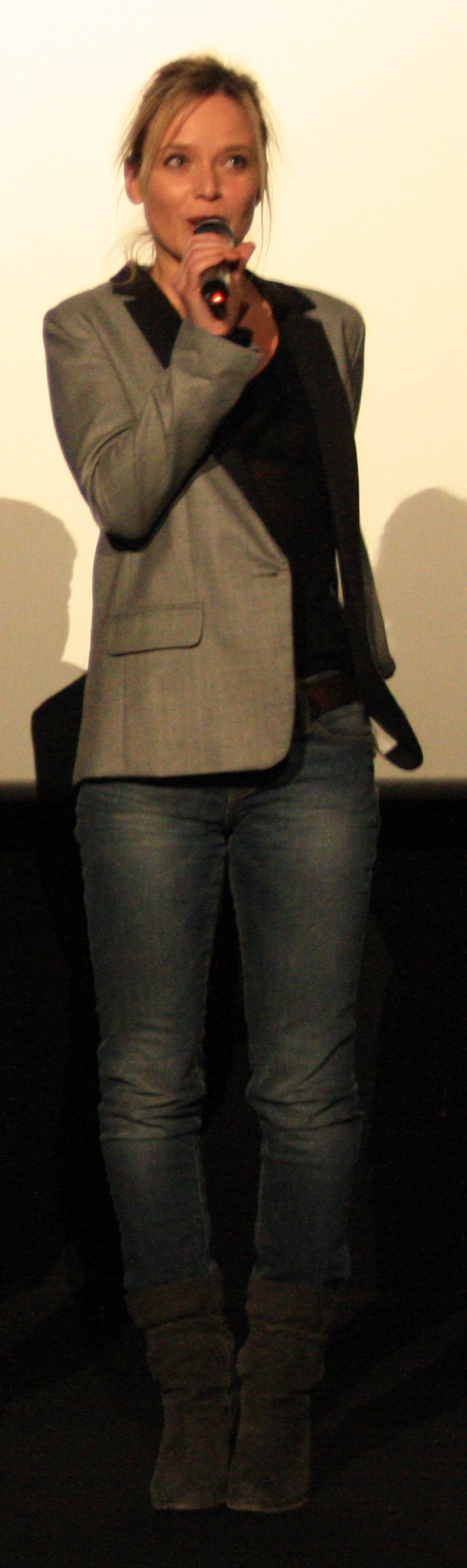
Marie Guillard en el estreno de la película francesa El Asalto.

- Septiembre de 2013 - Premio A La Mejor Actriz por su actuación en el programa de televisión No Es Amor, en el Festival de la Ficción de Televisión de La Rochelle.[4]